# Lavolpismo
Lavolpismo, así se le denomina a una corriente estratégica y táctica dentro del fútbol mexicano. Debe su denominación a que el decano y forjador de dicha idea futbolística en México es el entrenador argentino Ricardo La Volpe.

## Origen
El estilo de juego lavolpista tiene clara influencia del llamado menottismo, originado a fines de los años 70's en Argentina, y cuyo decano es César Luis Menotti.
Ricardo La Volpe se inició como entrenador en 1983 en el fútbol mexicano dirigiendo al Oaxtepec, pero el equipo en el que se consagró fue el Atlante, con el cual fue campeón de México en 1993. En ese equipo tuvo como jugadores a varios de los que en un futuro conformarían la llamada Escuela Lavolpista.

## Estilo
- El Lavolpismo fundamenta su estilo ofensivo en la posesión de la pelota y traslado a nivel de pasto, además de la salida desde el arco tocando el esférico sin necesidad de trazos largos. Esta faceta se logra dominar con mucha concentración y disciplina táctica de sus jugadores.[2]

- Otra de sus características más atractivas es el llamado achique, que no es otra cosa que el tratar siempre de estar en superioridad numérica en el entorno inmediato a la ubicación del balón.

- La principal formación que utiliza el estilo lavolpista es: 5 - 3 - 2: tres hombres en la línea de fondo, con dos laterales volantes como complementos. En el medio campo colocan tres volantes mixtos, y en el ataque dos delanteros libres.

Salida Lavolpiana
La llamada Salida Lavolpiana, es el estilo que implantó en sus equipos Ricardo La Volpe, esta consiste en salir con el balón controlado desde su zona defensiva, sin saltar líneas con algún balonazo, la principal variante táctica es el hecho de introducir a un medio de contención con alta técnica individual, entre los 2 defensas centrales, para así lograr salir con balón totalmente controlado y a ras de pasto.
Este concepto también es conocido como "Salida de Novios".

## Escuela Lavolpista
Pese ser un estratega poco amable con sus jugadores, Ricardo La Volpe ha inspirado a muchos de ellos a dedicarse a la dirección técnica tras la retirada como jugadores. La lista de éstos es amplia, pero la generación del Atlante campeón de 1993 es la que ha destacado más,  afianzando el estilo lavolpista.

### Lavolpistas destacados
- Miguel Herrera, el pupilo más exitoso, se consagró campeón de la Liga MX con uno de los clubes más importantes y mediáticos del país, el América. Además de dirigir a la Selección de Fútbol de México en la Copa Mundial Brasil 2014, en la Copa América 2015 y en la Copa Oro CONCACAF 2015.[6]

- José Guadalupe Cruz, el único en ser campeón de Primera División con el Atlante como jugador y entrenador. También consiguió el título de la Liga Campeones CONCACAF, mismo que le dio el boleto para jugar el Mundial de clubes de la FIFA, donde se enfrentó al FC Barcelona de Pep Guardiola. Aunque en este partido el conjunto de Atlante cayó 3-1 ante los blaugranas, se mantuvieron arriba en el marcador durante más de media hora.[7]

- Daniel Guzmán, consiguió el título de la Liga MX dirigiendo al Santos Laguna en el 2008.

- Jorge Almirón, se consagró campeón de la Primera División Argentina con Lanús en 2016.[8][9]

- Rubén Omar Romano, obtuvo dos subcampeonatos en el 2010, con Santos Lagunas, en la final del Torneo Bicentenario frente al Deportivo Toluca, y el Apertura 2010, frente al equipo Monterrey.

### Formación de jugadores
Ricardo La Volpe se ha caracterizado por ser un buen formador de jugadores, sabe detectar talentos y características para potencializar a jóvenes futbolistas, los elementos más destacados serían Rafael Márquez y Andrés Guardado, ambos fueron proyectados con fuerza al ser dirigidos por el entrenador argentino.
- Rafael Marquez: Formó parte del Atlas que dirigió LaVolpe y en 1999 gracias la proyección obtenida en ese equipo, fue traspasado a Europa, concretamente al Mónaco, la carrera de Márquez es la más exitosa que ha tenido algún futbolista mexicano en cuanto a títulos se refiere en el viejo continente.

- Andres Guardado: Siendo muy joven, Ricardo LaVolpe lo convocó por primera vez a la Selección Mexicana que el dirigía, dicha decisión fue muy criticada en su momento, pero el tiempo le dio la razón al entrenador, y Guardado resultó seruna de las principales figuras mexicanas de los últimos 10 años, después de jugar el Mundial del 2006, su club de origen (Atlas), lo vende al Deportivo La Coruña, iniciando una exitosa carrera en Europa.http://www.mediotiempo.com/futbol/mexico/noticias/2006/07/23/solo-tengo-palabras-de-agradecimiento-para-la-volpe-guardado

## Influencias
LaVolpe no descubrió el agua tibia en el fútbol, pero si la depuró, incluso ha trascendido a otras latitudes del mundo como España, donde además de Pep Guardiola, también ha influenciado en equipos trascendentes como Sevilla FC, en la red social You Tube se pueden encontrar varios documentos gráficos que hablan sobre la Salida Lavolpiana.
Pep Guardiola.- Pep Guardiola declaró que cuando jugó en México para Dorados de Sinaloa el estilo que le agrado más fue el de Ricardo La Volpe, sobre todo en lo que a la salida con el balón controlado.
Cuauhtemoc Blanco.- A pesar de su intenso antagonismo con Ricardo La Volpe, el jugador mexicano Cuauhtémoc Blanco declaró, días después de su retiro, que si tomara la carrera de entrenador en un futuro, no descartaría tomar conceptos lavolpistas.

## Entrenadores Lavolpistas
| Entrenador                 | Periodo     | Club            | Categoría        | Selección  | Categoría |
| -------------------------- | ----------- | --------------- | ---------------- | ---------- | --------- |
| Ricardo La Volpe Argentina | 1983 - 1984 | Oaxtepec        | Primera División |            |           |
| Ricardo La Volpe Argentina | 1984 - 1986 | Ángeles         | Primera División |            |           |
| Ricardo La Volpe Argentina | 1988 - 1989 | Atlante         | Primera División |            |           |
| Ricardo La Volpe Argentina | 1989 - 1990 | Guadalajara     | Primera División |            |           |
| Ricardo La Volpe Argentina | 1990 - 1991 | Querétaro       | Primera División |            |           |
| Ricardo La Volpe Argentina | 1991 - 1996 | Atlante         | Primera División |            |           |
| Ricardo La Volpe Argentina | 1996        | América         | Primera División |            |           |
| Ricardo La Volpe Argentina | 1997 - 2001 | Atlas           | Primera División |            |           |
| Ricardo La Volpe Argentina | 2001 - 2002 | Toluca          | Primera División |            |           |
| Ricardo La Volpe Argentina | 2002 - 2006 |                 |                  | México     | Absoluta  |
| Ricardo La Volpe Argentina | 2006        | Boca Juniors    | Primera División |            |           |
| Ricardo La Volpe Argentina | 2007        | Vélez Sarsfield | Primera División |            |           |
| Ricardo La Volpe Argentina | 2008        | Monterrey       | Primera División |            |           |
| Ricardo La Volpe Argentina | 2009        | Atlas           | Primera División |            |           |
| Ricardo La Volpe Argentina | 2010 - 2011 |                 |                  | Costa Rica | Absoluta  |
| Ricardo La Volpe Argentina | 2011        | Banfield        | Primera División |            |           |
| Ricardo La Volpe Argentina | 2012 - 2013 | Atlante         | Liga MX          |            |           |
| Ricardo La Volpe Argentina | 2014        | Guadalajara     | Liga MX          |            |           |
| Ricardo La Volpe Argentina | 2015 - 2016 | Chiapas         | Liga MX          |            |           |
| Ricardo La Volpe Argentina | 2016 - 2017 | América         | Liga MX          |            |           |

### Trayectorias
| Entrenador          | Periodo       | Clubes | Selecciones                                                       |
| ------------------- | ------------- | --- | ----------------------------------------------------------------- |
| Rubén Omar Romano   | 1998 - Actual | Atlético Celaya Tecos UAG Monarcas Morelia Pachuca Cruz Azul Atlas América Santos Laguna Puebla Tijuana                                                                        |                                                                   |
| Sergio Bueno        | 2001 - Actual | Atlético Celaya Santos Laguna Jaguares Atlas Atlante Monarcas Morelia León Veracruz Necaxa Puebla San Luis Querétaro Chiapas Cruz Azul                                         |                                                                   |
| Miguel Herrera      | 2002 - Actual | Atlante Monterrey Veracruz Tecos UAG América Tijuana Tigres | Selección México Selección de fútbol de Costa Rica                |
| José Guadalupe Cruz | 2004 - Actual | Atlante León Real de Colima Tecos UAG Chiapas Monterrey Monarcas Morelia Puebla Dorados                                                                                        |                                                                   |
| Daniel Guzmán       | 2002 - Actual | Guadalajara Veracruz Tecos UAG Atlas Santos Laguna Tigres UANL Puebla Atlante Tijuana U de G                                                                                   |                                                                   |
| Wilson Graniolatti  | 2002 - Actual | Toluca San Luis Veracruz Santos Laguna Tijuana Atlante |                                                                   |
| René Isidoro García | 2006 - Actual | Atlante Jaguares San Luis |                                                                   |
| Isaac Mizrahi       | 2006 - 2008   | Cruz Azul Monterrey |                                                                   |
| Mario García        | 2008 - Actual | León Potros Chetumal Atlante UTN Mérida Altamira Atlante Tampico Madero Alebrijes                                                                                              |                                                                   |
| Raúl Gutiérrez      | 2010 - Actual | | Sel. Sub-17 de México Sel. Sub-21 de México Sel. Sub-23 de México |
| Jorge Almirón       | 2008 - Actual | 2008 – 2009 Dorados 2009 Defensa y Justicia Veracruz Correcaminos UAT 2012-2013 Defensa y Justicia 2013-2014 Tijuana 2014 Godoy Cruz 2014-2015 Independiente 2015-Actual Lanús |                                                                   |

## Lavolpistas en Selecciones Nacionales
La escuela Lavolpista ha tenido presencia en los eventos más importantes a nivel selecciones nacionales, siendo hasta la fecha, su decano Ricardo La Volpe el de más participaciones en fases finales de torneos internacionales:
| Torneo                         | Entrenador       | Selección     | Sede           | Resultado        |
| ------------------------------ | ---------------- | ------------- | -------------- | ---------------- |
| Copa Oro CONCACAF 2003         | Ricardo La Volpe | México        | México         | Campeón          |
| Copa América 2004              | Ricardo La Volpe | México        | Perú           | Cuartos de Final |
| Juegos Olímpicos 2004          | Ricardo La Volpe | Sub-23 México | Atenas         | Primera Fase     |
| Copa FIFA Confederaciones 2005 | Ricardo La Volpe | México        | Alemania       | Cuarto Lugar     |
| Copa Oro CONCACAF 2005         | Ricardo La Volpe | México        | Estados Unidos | Cuartos de Final |
| Copa Mundial FIFA 2006         | Ricardo La Volpe | México        | Alemania       | Octavos de final |
| Copa Centroamericana 2011      | Ricardo La Volpe | Costa Rica    | Panamá         | Subcampeón       |
| Copa Oro CONCACAF 2011         | Ricardo La Volpe | Costa Rica    | Estados Unidos | Cuartos de Final |
| Copa Mundial FIFA Sub-17 2011  | Raúl Gutiérrez   | Sub-17 México | México         | Campeón          |
| Copa Mundial FIFA Sub-17 2013  | Raúl Gutiérrez   | Sub-17 México | E A U          | Subcampeón       |
| Juegos Centroamericanos 2014   | Raúl Gutiérrez   | Sub-21 México | Veracruz       | Campeón          |
| Copa Mundial FIFA 2014         | Miguel Herrera   | México        | Brasil         | Octavos de final |
| Copa América 2015              | Miguel Herrera   | México        | Chile          | Primera fase     |
| Copa Oro CONCACAF 2015         | Miguel Herrera   | México        | Estados Unidos | Campeón          |
| Juegos Panamericanos 2015      | Raúl Gutiérrez   | Sub-22 México | Toronto        | Subcampeón       |
| Juegos Olímpicos 2016          | Raúl Gutiérrez   | Sub-23 México | Río            | Primera Fase     |

## Palmarés
La doctrina Lavolpista ha sido criticada frecuentemente por no conseguir títulos en sus campañas. Sin embargo, con el tiempo han aumentado los títulos ganados con este estilo de juego:

### Clubes

#### Títulos nacionales
| Liga MX                    | Ricardo La Volpe    | Atlante       | 1992/93 \|-align=center | Liga MX | Alberto Jorge | Toluca | Apertura 2002 |
| Liga MX                    | José Guadalupe Cruz | Atlante       | Apertura 2007           |         |               |        |               |
| Liga MX                    | Daniel Guzmán       | Santos Laguna | Clausura 2008           |         |               |        |               |
| Liga MX                    | Miguel Herrera      | América       | Clausura 2013           |         |               |        |               |
| Copa MX                    | José Guadalupe Cruz | Puebla        | Clausura 2015           |         |               |        |               |
| Primera División Argentina | Jorge Almirón       | Lanús         | 2016                    |         |               |        |               |
| Copa Bicentenario          | Jorge Almirón       | Lanús         | 2016                    |         |               |        |               |
| Supercopa Argentina        | Jorge Almirón       | Lanús         | 2016                    |         |               |        |               |

#### Títulos internacionales
| Título                  | Entrenador          | Club    | Edición |
| ----------------------- | ------------------- | ------- | ------- |
| Liga Campeones CONCACAF | José Guadalupe Cruz | Atlante | 2009    |

### Selecciones nacionales

#### Títulos
| Título                   | Entrenador       | Equipo        | Edición |
| ------------------------ | ---------------- | ------------- | ------- |
| Copa Oro CONCACAF        | Ricardo La Volpe | México        | 2003    |
| Copa Mundial FIFA Sub-17 | Raúl Gutiérrez   | Sub-17 México | 2011    |
| Juegos Centroamericanos  | Raúl Gutiérrez   | Sub-21 México | 2014    |
| Copa Oro CONCACAF        | Miguel Herrera   | México        | 2015    |